# Akhisar Belediyespor
Akhisar Belediyespor (plným názvem Akhisar Belediye Gençlik ve Spor Kulübü) je turecký sportovní klub z města Akhisar, jehož fotbalový oddíl působí v turecké nejvyšší lize Süper Lig, kam postoupil poprvé v roce 2012. Klub byl založen v roce 1970 a svoje domácí utkání hraje od roku 2012 na stadionu Manisa 19 Mayıs Stadyumu v Manise s kapacitou 16 597 diváků. Původním domovským stadionem byl do tohoto data Akhisar Şehir Stadyumu v Akhisaru s kapacitou 5 000 diváků, ale ten nesplňoval normy pro Süper Lig. Klub plánuje postavit novou víceúčelovou moderní arénu.
Klubové barvy jsou zelená a černá. Dalšími sporty, které klub provozuje, jsou basketbal, judo, taekwondo a zápas.

## Soupiska
aktuální k listopadu 2014
| Číslo |         | Pozice | Hráč                 |
| ----- | ------- | ------ | -------------------- |
| 3     | Senegal | O      | Ibrahima Sonko       |
| 4     | Turecko | O      | İsmail Konuk         |
| 5     | Turecko | Z      | Bilal Kısa (kapitán) |
| 6     | Turecko | Z      | Merter Yüce          |
| 7     | Turecko | Z      | Taşkın Çalış         |
| 8     | Belgie  | Z      | Arnaud Djoum         |
| 9     | Turecko | Ú      | Bahattin Köse        |
| 10    | Turecko | Z      | Kenan Özer           |
| 11    | Řecko   | Ú      | Theofanis Gekas      |
| 15    | Turecko | O      | Uğur Demirok         |
| 17    | Turecko | Ú      | Mehmet Akyüz         |
| 18    | Turecko | B      | Oğuz Dağlaroğlu      |

| Číslo |                   | Pozice | Hráč               |
| ----- | ----------------- | ------ | ------------------ |
| 19    | Turecko           | Ú      | Onurcan Güler      |
| 20    | Turecko           | Z      | Ahmet Cebe         |
| 22    | Turecko           | Z      | Güray Vural        |
| 26    | Burundi           | Z      | Saidi Ntibazonkiza |
| 29    | Turecko           | Z      | Kerim Zengin       |
| 40    | Brazílie          | O      | Douglão            |
| 44    | Turecko           | B      | Emrah Tuncel       |
| 45    | Pobřeží slonoviny | Z      | Didier Zokora      |
| 55    | Turecko           | B      | Cantuğ Temel       |
| 61    | Turecko           | O      | Çağlar Birinci     |
| 80    | Brazílie          | Ú      | Bruno Mezenga      |
| 99    | Turecko           | O      | Kadir Keleş        |